# سلسلة النموذج
سلسلة النموذج أو سلسلة الطراز (بالإنجليزية: model series)‏ هي عدد من المكونات أو الأجهزة التي يتم إنتاجها بكميات كبيرة، والتي يتم تحديدها عادةً من خلال الجمع بين اسم العلامة التجارية واسم المنتج. يُشار أحيانًا إلى الجيل التقني للمنتج بشكل إضافي بالأرقام.
على عكس المصطلحات النوع أو التصميم، والتي غالبًا ما تستخدم لوصف السمات المميزة العامة، فإن سلسلة النماذج هي منتجات ملموسة.
النموذج بهذا المعنى هو الإدراك المرتبط بالإنتاج لمنتج جاهز للسوق وفقًا للمخططات، وعادة ما يتبع نماذج أولية أو سلسلة تجريبية، بينما يشير مصطلح النمذجة على العكس من ذلك إلى تبسيط أو إضفاء الطابع المثالي على العلاقات التي تم فحصها. تشترك المصطلحات المتناقضة في أن النموذج هو نتيجة بناء في كلتا الحالتين.

## مؤلفات
- Bernhard Thalheim, Ivor Nissen (Hrsg.): Wissenschaft und Kunst der Modellierung, de Gruyter, Berlin 2015. ISBN 978-1-5015-1040-3
- Birgit Awiszus, Jürgen Bast, Holger Dürr, Klaus-Jürgen Matthes: Grundlagen der Fertigungstechnik, Hanser, München 2016. ISBN 978-3-4464-4821-6